# Деміївський провулок
Демі́ївський прову́лок — провулок у Голосіївському районі міста Києва, місцевість Деміївка. Пролягає від Голосіївського проспекту до Деміївської вулиці.

## Історія
Провулок виник у другій половині XIX століття під назвою Церковний (від розташованої на його початку Вознесенської церкви). Сучасна назва — з 1950-х років.
Житлова забудова провулку належить до середини 1970-х років.

## Установи та заклади
- Міська наркологічна клінічна лікарня МОЗ України (буд. № 5-А)
- Дошкільний навчальний заклад № 32 для дітей із порушенням зору (буд. № 4)